# 齊格納希鄉
47°20′N 27°28′E / 47.333°N 27.467°E
齊格納希鄉（羅馬尼亞語：Comuna Țigănași, Iași），是羅馬尼亞的鄉份，位於該國東北部，由雅西縣負責管轄，面積64平方公里，海拔高度73米，2007年人口4,423，人口密度每平方公里69人。